# Mistrzostwa Afryki w Piłce Ręcznej Mężczyzn 1987
Mistrzostwa Afryki w piłce ręcznej mężczyzn 1987 – siódme mistrzostwa Afryki w piłce ręcznej mężczyzn, oficjalny międzynarodowy turniej piłki ręcznej o randze mistrzostw kontynentu organizowany przez CAHB mający na celu wyłonienie najlepszej męskiej reprezentacji narodowej w Afryce, który odbył się w Maroku w 1987 roku.
Czwarty tytuł z rzędu zdobyła reprezentacja Algierii.

## Klasyfikacja końcowa
| Miejsce | Reprezentacja            | Uwagi            |
| ------- | ------------------------ | ---------------- |
| złoto   | Algieria                 | awans: IO 1988   |
| srebro  | Egipt                    | awans: MŚ B 1989 |
| brąz    | Tunezja                  | -                |
| 4       | Kongo                    | -                |
| 5       | Angola                   | -                |
| 6       | Wybrzeże Kości Słoniowej | -                |